# Pınar Çağlar Gençtürk
Pınar Çağlar Gençtürk (İzmit, 6 marzo 1982) è un'attrice turca.

## Biografia
Nata nel 1982 a İzmit, in provincia di Kocaeli (Turchia), Pınar Çağlar Gençtürk prima di entrare all'università ha iniziato la sua carriera come attrice presso il teatro di Kocaeli. dopo aver completato l'istruzione primaria e secondaria, ha deciso di iscriversi presso la dacoltà di belle arti del dipartimento teatrale dell'Università di Yeditepe, dove al termine degli studi ha conseguito la laurea. Ha inoltre completato il master in cinema e drammaturgia presso l'Università Kadir Has.
Nel 2009 ha ha compiuto il suo esordio come attrice con il ruolo di Havva nel film 7 Kocalı Hürmüz diretto da Ezel Akay, seguito nel 2010 dal ruolo di Arzu nel film Herkes mi Aldatır? diretto da Kamil Aydın. Dal 2011 al 2013 ha ottenuto il ruolo di Beyhan Sultan nella serie televisiva storica Il secolo magnifico (Muhteşem Yüzyıl). Nel 2013 e nel 2014 ha dato vita al personaggio di Münevver nella serie Çalıkuşu, seguita nel 2016 dal ruolo di Sema Kahraman nella serie Arkadaşlar İyidir. Nel 2017 ha vestito i panni di Meryem nella serie Evlat Kokusu, seguita nel 2018 e nel 2019 dal ruolo di Ferda nella serie Bizim Hikaye. Nel 2019 ha preso parte al cast della serie La forza di una donna (Kadın), seguita nel 2020 e nel 2021 dal ruolo di Emine nella serie Arıza. Dal 2021 al 2024 è stata scelta per interpretare il ruolo di Aylin Erguvan nella serie Segreti di famiglia (Yargı). Nel 2024 e nel 2025 ha preso parte al cast della serie Sen Ağlama İstanbul, nel ruolo di Hümeyra, seguito nel 2025 dal ruolo di Nebahat nella serie Platonik.

## Filmografia

### Cinema
- 7 Kocalı Hürmüz, regia di Ezel Akay (2009)
- Herkes mi Aldatır?, regia di Kamil Aydın (2010)
- Siccîn, regia di Alper Mestçi (2014)
- Misofonya, regia di Muhteşem Tözüm (2015)
- Grace for Sale, regia di Emre Sert e Gözde Yetişkin (2025)
- Gizli Dolap, regia di Caner Alper e Mehmet Binay (2025)

### Televisione
- Il secolo magnifico (Muhteşem Yüzyıl) – serie TV, 96 episodi (2011-2013)
- Çıplak Gerçek – serie TV, 2 episodi (2012)
- Çalıkuşu – serie TV, 30 episodi (2013-2014)
- Arkadaşlar İyidir – serie TV, 10 episodi (2016)
- Evlat Kokusu – serie TV, 9 episodi (2017)
- Bizim Hikaye – serie TV, 12 episodi (2018-2019)
- La forza di una donna (Kadın) – serie TV, 5 episodi (2019)
- Arıza – serie TV, 30 episodi (2020-2021)
- Segreti di famiglia (Yargı) – serie TV, 95 episodi (2021-2024)
- Kulüp – serie TV, 1 episodio (2023)
- Sen Ağlama İstanbul – serie TV, 6 episodi (2024-2025)
- Platonik – serie TV (2025)

### Cortometraggi
- Denizatı, regia di Süleyman Arda Eminçe (2015)
- Hayat, regia di Selin Mincinozlu (2020)

## Teatro

### Attrice
- Disosya Harikalar Dünyası (2011)
- Kurabiye Ev (2012)
- Yalnızlar Külübü (2013)
- Kar Küresinde Bir Tavşan (2015)
- Hepimizin Öyküsü Aynı (2015)
- Aşk Delisi (2016)
- Işıltılı Haşereler (2017)
- Daha İyi Günlerimiz Olmuştu (2019)

### Regista
- Yan Rol (2018)
- Ben Cuma (2019)

## Doppiatrici italiane
Nelle versioni in italiano dei suoi film e delle sue serie TV, Pınar Çağlar Gençtürk è stata doppiata da:
- Barbara Villa[19] in Segreti di famiglia[20]

## Riconoscimenti
- Premi del pubblico interpolari
  - 2013: Vincitrice del premio attrice Small Hall per Disosya[21]
- Premio teatrale Afife
  - 2013: Vincitrice come Miglior attrice non protagonista in un musical o commedia dell'anno per Yalnızlar Kulübü[22]
  - 2016: Candidata come Attrice di maggior successo dell'anno per Kar Küresinde Bir Tavşan[23]
  - 2022: Candidata come Miglior attrice non protagonista dell'anno per Daha İyi Günlerimiz Olmuştu[24]
- Sadri Alisik Theatre and Cinema Awards
  - 2013: Vincitrice come Miglior attrice non protagonista per Yalnızlar Kulübü[25]
  - 2016: Vincitrice del premio speciale del comitato di selezione per Hepimizin Öyküsü Aynı[26]
  - 2018: Candidata come Miglior attrice in un musical o commedia per Işıltılı Haşereler[27]